# 日高里菜
日高 里菜（ひだか りな、1994年6月15日 - ）は、日本の声優、女優。StarCrew所属。千葉県出身。

## 経歴
幼稚園の頃、『天才てれびくん』などを見て自分もテレビに出たいと思うようになり、七夕の短冊に書いたところ、その短冊をみた祖父がテアトルアカデミーに応募し、芸能界入りを果たした。
芸能活動を始めたばかりの頃は、現場に慣れるためエキストラを中心に活動していたが、小学1年生の時に『あっぱれさんま大先生』『よい子の味方』のオーディションに合格したことで、本格的に女優としての活動を開始した。
テアトルアカデミーで声優選抜レッスンが開講されたことがきっかけで、声優としての活動を開始した。2008年、Webアニメ『ペンギン娘♥はぁと』で声優としてデビューし、それ以降の主な活動は声優業に移行した。2009年、14歳の時に『こんにちは アン 〜Before Green Gables』のアン・シャーリー役でアニメ初主演を果たした。
2013年1月31日をもってATプロダクションを離れ、2013年2月1日に大沢事務所へ移籍した。
2015年4月4日から2017年3月31日まで、文化放送の2時間生番組『A&G TRIBAL RADIO エジソン』のパーソナリティーを花江夏樹と共に担当していた。
2023年4月1日付けでStarCrewに移籍した。
2024年1月1日、自身のXにて声優の内田雄馬と結婚したことを報告した。

## 人物
高校での成績は優秀で、成績上位者として廊下に名前を張り出されるほどであった。得意科目は数学。ただし、四面楚歌の意味が分からないなど国語は苦手としている。また、陸上部に所属していたこともあり、運動が得意である。
尊敬する声優として池田昌子を挙げている他、若手声優では早見沙織や喜多村英梨を仲の良い声優に挙げている。特に早見については『日高里菜の王道☆ラジオ』で2013年春までコーナーを設けていたほど思い入れがある。このほか、ラジオで共演している小松未可子、『あの夏で待ってる』などで共演した石原夏織、同い年の大橋彩香、『ロウきゅーぶ!』で共演をした花澤香菜・井口裕香・日笠陽子・小倉唯、『ストライク・ザ・ブラッド』で共演した種田梨沙、『この中に1人、妹がいる!』などで共演した佐倉綾音や大亀あすか らと特に交流がある。また、花澤は日高の事務所移籍についての相談相手になった。特に小倉とは、当時自分と同じように中高生で声優として活動していた女子はほとんどいなかったこともあって小倉と共演が決まった際には非常に喜び、『ロウきゅーぶ!』での共演以降公私ともに親交が厚い。
女優の松岡茉優とは、子役時代からの幼馴染であり、高校3年生の時は同じクラスで席も前後同士だった。また、ももいろクローバーZの百田夏菜子や元アイドリング!!!の朝日奈央、Luce Twinkle Wink☆の桧垣果穂も高校時代の同級生にあたり、小倉唯は高校の後輩である。
趣味・特技はジャズダンス、早起き、食べること、旅行。

## 出演
太字はメインキャラクター。

### 劇場アニメ
2007年
- 河童のクゥと夏休み（康一のクラスメイト）

2010年
- カラフル（クラスメイト）
- チェブラーシカ

2011年
- 星を追う子ども（マナ）

2012年
- ジュエルペット スウィーツダンスプリンセス（さくらん）
- 劇場版 TIGER & BUNNY（2012年 - 2014年、鏑木楓） - 2作品

2013年
- 劇場版 とある魔術の禁書目録 -エンデュミオンの奇蹟-（打ち止め〈ラストオーダー〉）
- スタードライバー THE MOVIE（ヨウ・ミズノ）

2014年
- たまこラブストーリー（北白川あんこ）

2015年
- 劇場版 蒼き鋼のアルペジオ -アルス・ノヴァ- DC（イ400）

2016年
- アクセル・ワールド INFINITE∞BURST（ニコ〈上月由仁子 / スカーレット・レイン〉）
- 劇場版アイカツスターズ!（マオリ）
- 劇場版マジェスティックプリンス 覚醒の遺伝子（マユ・カリオペ・キタニ）
- 劇場版 艦これ（睦月、如月、龍驤）

2017年
- 劇場版 ソードアート・オンライン -オーディナル・スケール-（シリカ / 綾野珪子）
- 劇場版 トリニティセブン -悠久図書館と錬金術少女-（リリム）

2018年
- モンスターストライク THE MOVIE ソラノカナタ（ガブリエル）

2019年
- LAIDBACKERS-レイドバッカーズ-（三乃ハラミ）

2020年
- 思い、思われ、ふり、ふられ（さっちゃん）
- モンスターストライク THE MOVIE ルシファー 絶望の夜明け（ガブリエル）

2021年
- 映画 トロピカル〜ジュ!プリキュア プチ とびこめ!コラボ♡ダンスパーティ!（ローラ）
- 映画 トロピカル〜ジュ!プリキュア 雪のプリンセスと奇跡の指輪!（ローラ / キュアラメール）
- 劇場版 ソードアート・オンライン -プログレッシブ- 星なき夜のアリア（シリカ）

2022年
- 劇場版 異世界かるてっと 〜あなざーわーるど〜（フィーロ）
- わたしだけのお子さまランチ（キュアラメール）
- 劇場版 転生したらスライムだった件 紅蓮の絆編（ミリム）

2023年
- 映画 プリキュアオールスターズF（ローラ / キュアラメール）
- 劇場版 ポールプリンセス!!（紫藤サナ）

2024年
- BLOODY ESCAPE -地獄の逃走劇-（エム）
- 大室家（大室花子） - 2作品

### OVA
2009年
- xxxHOLiC（2009年 - 2010年、五月七日小羽） - コミックス第14・15・17巻 初回限定特装版付属DVD

2010年
- とある魔術のいんでっくすたん4（打ち止め〈ラストオーダー〉）
- れでぃ×ばと! 第3巻 特典アニメ（桜沢みみな）

2011年
- 魚介類 山岡マイコの友 茹田蟹幸（山岡マイコ）

2012年
- あいまい!萌えCanちぇんじ!（萌木甘奈）
- アクセル・ワールド -銀翼の覚醒-（ニコ〈上月由仁子 / スカーレット・レイン〉）
- あくちぇる・わーるど。（ニコ〈上月由仁子 / スカーレット・レイン〉）

2013年
- OVAの中に1人、妹がいる!（嵯峨良芽依）
- 問題児たちが異世界から来るそうですよ? 〜温泉漫遊記〜（一二三） - 小説第8巻Blu-ray同梱版
- ロウきゅーぶ!（香椎愛莉） - PSPソフト『ロウきゅーぶ! ひみつのおとしもの』限定版

2014年
- ゆるゆり なちゅやちゅみ!（大室花子）

2015年
- ストライク・ザ・ブラッド（2015年 - 2022年、暁凪沙） - 5シリーズ + スペシャルOVA

2016年
- 終わりのセラフ OVA  - コミックス第11巻限定版に付属
- 食戟のソーマ タクミの下町合戦（川島麗） - コミックス第18巻DVD付き限定版
- To LOVEる -とらぶる- ダークネス（ネメシス） - コミックス第15巻限定版に付属

2019年
- 転生したらスライムだった件 OAD（ミリム） - 漫画版第12・13巻限定版付属

2020年
- デート・ア・バレット デッド・オア・バレット（指宿パニエ） - 前後編

2021年
- かぐや様は告らせたい?〜天才たちの恋愛頭脳戦〜（大仏こばち） - コミックス第22巻OVA付き同梱版付属
- 秘封活動記録 -運命- 上（フランドール・スカーレット）

### Webアニメ
2000年代
- ペンギン娘♥はぁと（2008年、南極かえで）

2010年代
- 幸せパスタストーリー（2010年、パルメ）
- モンスターストライク（2016年、ガブリエル）
- ポケモンジェネレーションズ（2017年、アイリス）
- モンソニ！ ダルタニャンのアイドル宣言（2017年、ガブリエル）
- ケンガンアシュラ（2019年、エレナ・ロビンソン） - 2シリーズ
- しおひガールズ ボンゴレビアンコ（2019年 - 2020年）

2020年代
- べあべあべあくまー！（2020年 - 2023年、ノアール・フォシュローゼ） - 2シリーズ
- ぶらどらぶ（2020年 - 2021年、マイ・ヴラド・トランシルヴァニア）
- 幼女社長（2021年 - 2023年、六科なじむ） - 2シリーズ
- TIGER & BUNNY 2（2022年、鏑木楓）
- 阿波連さんははかれない ミニ（2022年、阿波連える）
- ポールプリンセス!!（2023年、紫藤サナ）
- ミニ シャングリラ・フロンティア（2023年、エムル）
- シャンフロ劇場（2023年、エムル）

### ゲーム
2008年
- 牧場物語 ようこそ!風のバザールへ（主人公の子供〈女の子〉）
- 萌え萌え2次大戦（略）☆デラックス（チハ）

2009年
- アイテムゲッター 〜僕らの科学と魔法の関係〜（エリス・グランフィリア）

2010年
- ノーモア★ヒーローズ2 デスパレード・ストラグル（紅山苺 / ストロベリー）

2011年
- STAR DRIVER 輝きのタクト 銀河美少年伝説（ヨウ・ミズノ）
- とある魔術の禁書目録（打ち止め〈ラストオーダー〉）
- ロウきゅーぶ!（香椎愛莉）

2012年
- アクセル・ワールド -銀翼の覚醒-（ニコ〈上月由仁子〉）
- ガールフレンド（仮）（2012年 - 2023年、優木苗）
- 恋してアニ研（斎木真夜）
- とらこん - Triangle x Complex -（天ヶ瀬あかね）
- ボーダーランズ2（エンジェル）
- 魔導学院エスペランサ
- 嫁コレ（2012年 - 2015年、打ち止め〈ラストオーダー〉、嵯峨良芽依、如月陽菜、シリカ / 綾野珪子、香椎愛莉、星月・フェラーリ 他）
- リトルウィッチ パルフェ 〜黒猫魔法店物語〜（パルフェ・シュクレール）

2013年
- アクセル・ワールド -加速の頂点-（ニコ〈上月由仁子〉）
- オカルトメイデン（蓮華）
- 朧村正 津奈缶猫魔稿（お恋）
- Caladrius（イリス・アンリーヌ・バラダン）
- 艦隊これくしょん -艦これ- / 改 / アーケード（2013年 - 2016年、龍驤、睦月型駆逐艦11隻） - 3作品
- 蒼穹のスカイガレオン（ヘラ / 座敷童子）
- ソードアート・オンライン -インフィニティ・モーメント-（シリカ / 綾野珪子）
- とある魔術と科学の群奏活劇（打ち止め〈ラストオーダー〉）
- 桃色大戦ぱいろん（大王ゆづな、ヘルロッテ）
- ロウきゅーぶ! ひみつのおとしもの（香椎愛莉）

2014年
- Wake Up, Girls! ステージの天使（入谷七夜）
- オメガクインテット（???）
- Caladrius BLAZE（イリス・アンリーヌ・バラダン）
- シャリーのアトリエ 〜黄昏の海の錬金術士〜（ミルカ・クロッツェ）
- 神撃のバハムート（プリム）
- スクールガールストライカーズ（澄原サトカ）
- ソードアート・オンライン -ホロウ・フラグメント-（シリカ / 綾野珪子）
- 電撃文庫 FIGHTING CLIMAX（香椎愛莉、藍原延珠、打ち止め〈ラストオーダー〉）
- To LOVEる -とらぶる- ダークネス バトルエクスタシー（ネメシス）
- NAtURAL DOCtRINE（メル）
- ボーダーランズ プリシークエル（エンジェル）
- ロウきゅーぶ！ ないしょのシャッターチャンス（香椎愛莉）

2015年
- アイドリッシュセブン（九条理）
- ガールフレンド（仮） きみと過ごす夏休み（優木苗）
- キャプテン・アース Mind Labyrinth（夜祭アカリ）
- グランブルーファンタジー（2015年 - 2024年、ヤイア、シャトラ、ミリム）
- 白猫プロジェクト（2015年 - 2023年、リンベル・マクドネル、サヤ）
- 新次元ゲイム ネプテューヌVII（ケーシャ）
- ソードアート・オンライン -ロスト・ソング-（シリカ / 綾野珪子）
- たんさくえすと！（こむぎ）
- To LOVEる -とらぶる- ダークネス トゥループリンセス（ネメシス）
- 箱庭の学園（古都莉緒）
- 電撃文庫 FIGHTING CLIMAX IGNITION（アコ、香椎愛莉、藍原延珠、打ち止め〈ラストオーダー〉）
- ひめがみ絵巻（シヴァ）
- ファントム オブ キル（2015年 - 2017年、ロンゴミアント、ペルーン、ガブリエル）
- プリンセスコネクト!（茜ミミ）
- メイデンクラフト（久遠寺寧子）
- 乱撃!魔法学園 -ムリムリ女神- by GMO（アマテラス）
- LORD of VERMILION ARENA（ドゥクス・セレス）

2016年
- アイドルコネクト -AsteriskLive-（坂上八菜）
- アイドル事変（亀ヶ谷初）
- ガンスリンガー ストラトス2 / 3（実験体07号） - 2作品
- クリスタル オブ リユニオン（ジャンヌダルク）
- 世界樹の迷宮V 長き神話の果て
- ソードアート・オンライン -ホロウ・リアリゼーション-（シリカ / 綾野珪子）
- 誰ガ為のアルケミスト（2016年 - 2020年、パティ、ミリム、フィーロ）
- ブレイブソード×ブレイズソウル（2016年 - 2021年、魔劍グラム＝オルタ、魔剣グラム、グランギニョル、魔賢グラム×ワンド、魔拳グラム＝スサノオ、魔研グラム＝モッド、神獣グラム＝ファフニル、聖女グラム＝オルタ＝ロスト）
- マジガーーーーール!!!（室月蒼依、室月日依）
- ワールドクロスサーガ ‐時と少女と鏡の扉‐（ニーナ、ヴィオラ）
- League of Legends（トリスターナ）

2017年
- ファイアーエムブレム ヒーローズ（2017年 - 2025年、ヴェロニカ）
- アクセル・ワールド VS ソードアート・オンライン 千年の黄昏（シリカ、スカーレット・レイン）
- Pretty Plant（クリュリ）
- SHOW BY ROCK!!（ロージア）
- キラプリおじさんと幼女先輩〜千鶴のボイスコレクション〜（新島千鶴）
- セブンズストーリー（2017年 - 2021年、ミアン、ココナ、ヴェリーシア、フィーロ、ミミ）
- ヴァルハラフロント〜パニッシュメントデイズ〜（宇宙子）
- 陰陽師 本格幻想RPG（百目鬼）
- ゼノブレイド2（ナナコオリ）
- KRITIKA 〜天上の騎士団〜（ウルフテイマー）
- アズールレーン（2017年 - 2024年、Z19、Z20、Z21、アンカレッジ）

2018年
- ソードアート・オンライン フェイタル・バレット（シリカ）
- 電脳戦機バーチャロン×とある魔術の禁書目録 とある魔術の電脳戦機（打ち止め〈ラストオーダー〉）
- プリンセスコネクト！Re:Dive（2018年 - 2024年、ミミ / 茜ミミ）
- ヴァイタルギア（テト）
- 京刀のナユタ（三塚雛）
- グリムノーツ Repage（ハートの女王、カオス・ハートの女王）
- 三国志大戦（2018年 - 2020年、呉夫人、厳氏、花鬘、董白、李粛、呂姫）
- 電撃文庫：CROSSING VOID（藍原延珠、アコ） - 海外向けアプリゲーム
- 戦姫絶唱シンフォギアXD UNLIMITED（プレラーティ）
- 御城プロジェクト:RE（佐土原城、立花山城）
- ワイルドアームズ ミリオンメモリーズ（リルカ・エレニアック）
- モンスターストライク（2018年 - 2025年、ガブリエルMV、鏑木楓、ミリム、シリカ、クレア・カゲノー、エムル）
- ゲシュタルト・オーディン（澄原サトカ）
- ドールズフロントライン（2018年 - 2019年、ART556、リベロール）

2019年
- きららファンタジア（池谷乃々）
- ドラゴンクエストライバルズ（リゼロッタ、ルコリア）
- エンゲージプリンセス〜眠れる姫君と夢の魔法使い〜（マーリン）
- ドラガリアロスト（ヴェロニカ、セイレーン）
- 蒼き鋼のアルペジオ -アルス・ノヴァ- Re:Birth（イ400）
- クラッシュフィーバー（2019年 - 2020年、フィーロ、ミリム）
- 共闘ことばRPG コトダマン（2019年 - 2022年、ミリム、鏑木楓）
- 剣と天秤のディテクタシー（アリア）
- とある魔術の禁書目録 幻想収束（打ち止め〈ラストオーダー〉）
- 蒼藍の誓い ブルーオース（朝日、初春、ケルン、ヴォルタ）
- クイズRPG 魔法使いと黒猫のウィズ（打ち止め〈ラストオーダー〉、チーロ・メリンⅣ）
- エピックセブン（2019年 - 2021年、カリン、ミリム）
- ゴエティアクロス（2019年 - 2021年、ミリム、フィーロ）

2020年
- 神式一閃 カムライトライブ（ココ）
- SHOW BY ROCK!! Fes A Live（ロージア）
- グランドサマナーズ（フィーロ、ミリム）
- 魂器学院（アリス、千竹）
- 逆転オセロニア（ミリム）
- AFK アリーナ（タシー）
- ソードアート・オンライン アリシゼーション リコリス（シリカ）
- ステラクロニクル（ウンディーネ）
- アリス・ギア・アイギス（シルフィーII / シルフィーII Mode-B）
- ドラゴンクエストX いばらの巫女と滅びの神（リゼロッタ）
- Shadowverse（物見のエルフ）
- レッド:プライドオブエデン（ハーミット）
- りゅうおうのおしごと！（雛鶴あい）

2021年
- 盾の勇者の成り上がり RERISE（フィーロ）
- ブレイドエクスロード（ミリム）
- SINoALICE（ミリム）
- CARAVAN STORIES（フィーロ）
- ブラック・サージナイト（ザイドリッツ）
- アカシッククロニクル〜黎明の黙示録（ライラ、神楽）
- m HOLD'EM（月夜見小箱）
- 終末のアーカーシャ（ドロシー）
- 月姫 -A piece of blue glass moon-（みお）
- クッキーラン: キングダム（ストロベリークレープクッキー）
- ブレイブ フロンティア レゾナ（ルイゼ）
- アイドルマスター スターリットシーズン（亜夜）
- 転生したらスライムだった件 魔王と竜の建国譚（2021年 - 2024年、ミリム・ナーヴァ）
- テイルズ オブ アスタリア（亜夜）
- テトテ×コネクト（ナイセム）

2022年
- ワールドフリッパー（ミミ）
- アイドルマスター ミリオンライブ! シアターデイズ（シリカ）
- ブルーアーカイブ -Blue Archive-（2022年 - 2024年、若葉ヒナタ）
- ドラゴンクエストX 天星の英雄たち オンライン（リゼロッタ）
- プリコネ！グランドマスターズ（ミミ）
- オリエント・アルカディア（関銀屏）
- アイドルコネクト -AsteriskLive- 2022（坂上八菜）
- クローバーシアター（白）
- Tower of Fantasy（幻塔）（バイリン）
- メイドインアビス 闇を目指した連星（ミオ）
- みんなで早押しクイズ（大咲カエデ）
- 七つの大罪 〜光と闇の交戦〜（フィーロ）
- 勝利の女神:NIKKE（ネオン）
- ヴァルキリーコネクト（ミリム・ナーヴァ）
- 放置少女〜百花繚乱の萌姫たち〜（ニヴィアン）
- ソードアート・オンライン ヴァリアント・ショウダウン（シリカ）
- ドールズフロントライン ニューラルクラウド（ハッブル）
- ブラック★ロックシューター FRAGMENT（エイブリル）
- 陰の実力者になりたくて！マスターオブガーデン（2022年  - 2023年、クレア・カゲノー）

2023年
- ファイアーエムブレム エンゲージ（ヴェロニカ）
- 崩壊:スターレイル（クラーラ）
- タワーオブスカイ（ロボロ）
- ドラゴンクエストX 眠れる勇者と導きの盟友 オフライン（ルコリア、リゼロッタ）
- BLUE PROTOCOL（フェステ）
- 三国志グランバウト（リンカ）
- 超次元ゲイム ネプテューヌ GameMaker R:Evolution（ケーシャ）
- ダンジョンに出会いを求めるのは間違っているだろうか バトル・クロニクル（ウィーネ）
- メメントモリ（プリシラ）
- ソードアート・オンライン LAST RECOLLECTION（シリカ）
- セガNET麻雀 MJ（ミリム・ナーヴァ）
- ダークテイズ〜鏡と狂い姫〜（スターリア・レーゼ）

2024年
- ファントム オブ キル -オルタナティブ・イミテーション-（ロンゴミアント）
- モンソニ!（2024年 - 2025年、ガブリエル）
- De:Lithe Last Memories（園咲ミヤコ）
- 妖怪ウォッチ ぷにぷに（ミリム）
- 護縁（ベル・キッカ）
- リバースブルー×リバースエンド（エリス）

2025年
- 新月同行（月白）

### ドラマCD
- アイリス・ゼロ（佐々森小雪）
- 『アクセル・ワールド』+『ソードアート・オンライン』ドラマCD（ニコ、シリカ[321]）
- Accel World REGION RECORDS（ニコ）
- ありすorありす〜シスコン兄さんと双子の妹〜（あいり[322]）
- いおの様ファナティクス（鉢辺絵兎〈絵兎・ミト・アルシュライン〉[323]） - 新装版コミック1, 2巻のドラマCD付き特装版
- うちの娘の為ならば、俺はもしかしたら魔王も倒せるかもしれない。（ラティナ[324]） - ドラマCD付き第6巻特装版、他
- 俺がお嬢様学校に「庶民サンプル」として拉致られた件（汐留白亜[325]） - ドラマCD付き第5巻特装版
- おれと一乃のゲーム同好会活動日誌 ドラマCD その2 ラストナンバーを鮮烈に（リア）
- 霧雨が降る森 ドラマCD 一粒目の雨（佐久間美夜子[326]）
- TVアニメ『この中に1人、妹がいる!』ドラマCD この夏にいくつか、思い出がある!（嵯峨良芽依）
- 人狼 - Chaotic Time -（サーシェス・ダリアン[327]）
- スクールガールストライカーズ Drama CD（澄原サトカ）
- スクールガールストライカーズ 〜トゥインクルメロディーズ〜 Melody Collection ボイスドラマ（澄原サトカ）
- 世界で一番おっぱいが好き!（柏木かな[328][329]） - ドラマCD付き第3・4巻特装版
- Z/X -Zillions of enemy X- NF DramaCD（百目鬼きさら） - 2作品[一覧 31]
- たいようのいえ（新しい妹） - コミックス第5巻ドラマCD付き特装版
- 天使の3P!（香椎愛莉）
- とある魔術の禁書目録II アーカイブス4（打ち止め〈ラストオーダー〉）
- 101番目の百物語（須藤理亜[330]） - 2作品[一覧 32]
- ふしぎ荘+住人×住人3（春日）
- 伏 銀華と氷刃の猟奇録（しの）
- ドラマCD 『ブラック・ブレット』 －史上最低の作戦－（藍原延珠）
- プリンセスコネクト！Re:Dive PRICONNE CHARACTER SONG（ミミ） - 2作品[一覧 33]
- 魔術士オーフェンはぐれ旅 約束の地で（ラチェット・フィンランディ） - ライトノベル『魔術士オーフェンはぐれ旅 魔術学校攻防』初回限定版特典
- 魔術士オーフェンはぐれ旅 魔術学校攻防（ラチェット・フィンランディ） - ライトノベル『魔術士オーフェンはぐれ旅 女神未来（下）』初回限定版特典
- 魔法少女育成計画 in Dreamland（袋井魔梨華[331]）
- ラグナロクオンライン10thアニバーサリードラマCDシリーズ（ヒナ）
- れでぃ×ばと!オリジナルドラマCD れでぃ×えくすとら（桜沢みみな）
- ドラマCD ロウきゅーぶ!（香椎愛莉）
- ロウきゅーぶ! いんたーばるシリーズ（香椎愛莉）

### オーディオドラマ
- メルヘン・メドヘン（2018年、リン・デイヴス） - 小説第4巻限定版特典
- 私の従僕（2019年、シェリー・アドロア・ド・マリスティアン[332]） - 【メインストーリー】無料＆【ショートストーリー】第1巻各販売店購入特典[333]
- 教え子に脅迫されるのは犯罪ですか?×変態王子と笑わない猫。 コラボオーディオドラマ（2019年、筒隠星花[334]）
- This Is It! 制作進行東雲次郎 ティザームービー（2020年、蔵敷由芽子[335][336]）
- 継母の連れ子が元カノだった 紙城境介先生書き下ろしボイスドラマ（2022年、伊理戸結女）
- ポールプリンセス!! スペシャルボイスドラマ（2023年、紫藤サナ）
- ネトゲの嫁は女の子じゃないと思った? 完結記念スペシャルボイスドラマ（2023年、アコ / 玉置亜子[337]）

### ASMR
- いやでんっ!
  - いやでんっ! 〜癒やしの寝台列車「クルーズトレイン・ロイヤルセブン」〜（2020年、筑紫）
  - いやでんっ! 〜癒やしの特別寝台列車「バレンタイン急行」〜（2021年、筑紫）
- しょにおや!〜いっしょにおやすみプロジェクト〜 静音とゆっくり静かに過ごしたいな☆（2020年、見雪静音）
- 武装少女マキャヴェリズム のじゃロリ先輩といちゃいちゃ一泊二日温泉旅行でASMR 花酒蕨（2021年、花酒蕨）
- 可愛ければ変態でも好きになってくれますか? 唯花とデートASMR（2021年、古賀唯花）
- ロウきゅーぶ!〜春に舞う小学生最後の汗。香椎愛莉にないしょの特訓ASMR〜（2022年、香椎愛莉[338]）
- 【朗報】俺の許嫁になった地味子、家では可愛いしかない。ASMRボイスドラマ（2022年、綿苗結花[339]）

### 吹き替え
- スーパーナチュラル（クレア・ノヴァク〈キャスリン・ニュートン〉）
  - シーズン10 #9・#10・#20
  - シーズン12 #16
- ラブリーボーン（ホリー） - BD/DVD版
- きみにおうちをプレゼント（2020年、女の子[340]）
- 転生宗主の覇道譚 〜すべてを呑み込むサカナと這い上がる〜（2025年、白漣素〈バイ・リエンスー〉[341][144]）

### ラジオ
※はインターネット配信。
- 日高里菜の☆夢気分☆（2009年 - 2010年、あるとら※）
- 戦国乙女〜ラジオパラドックス〜（2011年、音泉※）
- ニコ生ラジオ 慧心学園 ロウきゅー部!（2011年、ニコニコ生放送※）
- ラジオどっとあい日高里菜の♪やればデキル子?なんですっ!!（2011年、BBQR※）
- 慧心学園 ロウきゅー部!エクストラ（2011年 - 2012年、HiBiKi Radio Station※）
- 日高里菜の大人買いしちゃいますよ!（2011年、バナフェス!ラジオ※）
- 日高・小松の天使になれるもん☆（2011年 - 2012年、マリン・エンタテインメント※）
- 黒猫ラジオ マ法店再建計画（2011年 - 2012年、HiBiKi Radio Station※）
- イチカとりのんのなつまちラジオ（2011年 - 2012年、HiBiKi Radio Station※）
- ラジオ・ド・章樫（2012年、アニメイトTV※） - 不定期パーソナリティ
- 日高里菜の王道☆ラジオ（2012年 - 2013年、文化放送『レコメン!』内）
- イズモノキセキ（2012年、チィ、NHKラジオ第1）
- カンピオーネ! 〜日笠・日高はまつろわず〜（2012年、HiBiKi Radio Station※）
- ひなビタ♪放送局（2012年、山形まり花、ひなビタ♪サイト内※）
- 恋してラジ研（2012年 - 2013年、アニメイトTV※）第1回 - 第3回のみ出演
- ラジオもSS！慧心学園ロウきゅー部！（2013年、HiBiKi Radio Station※、音泉※）
- ストブらじお 雪菜と凪沙のおとなり放送局（2013年 - 2014年、音泉※、HiBiKi Radio Station※）
- ブラック・ブレット 〜延珠＆ティナの天誅ラジオ〜（2014年、音泉※、HiBiKi Radio Station※）
- ファフニールラジオ〜ミッドガル学園放送部〜（2014年 - 2015年、アニメ公式サイト※[342][343]）
- A&G TRIBAL RADIO エジソン（2015年 - 2018年、文化放送）[344]
- りゅうおうのおしごと！〜ラジオ研究会〜（2015年 - 2016年、niconico※、YouTube※）
- 日高里菜・大久保瑠美の「ALICE ORDER」ラジオーだー!（2016年、文化放送『A&G TRIBAL RADIO エジソン』内→文化放送）
- TVアニメ「SHOW BY ROCK!!#」〜ロージアちゃんとシアンちゃんのみでぃしてぃ❤にゃんにゃんらじお〜（2016年、音泉※）
- スクールガールストライカーズ Radio Channel（2016年 - 2017年、音泉※）[345]
- スクエニ 第10BD開発局（2016年、文化放送『A&G TRIBAL RADIO エジソン』内→文化放送）
- 内田雄馬と日高里菜のラジオでもりゅうおうのおしごと!（2018年、ラジオ大阪）[346]
- 日笠・日高のお日様ぐみ!（2018年 - 、FRESH!※、niconico※、YouTube※）
- 普通にラジオをお届けしたいラフタリアとフィーロ（2019年 - 、音泉※）[347]
- 変好きラジオ 〜可愛ければ変態でもラジオを聞いてくれますか？〜（2019年、音泉※）[348]
- 日高里菜のおしゃべりPark（2019年、マンガPark※）
- ひだかくま（2020年 - 2025年、超!A&G+※）[349]
- 瀬戸麻沙美と日高里菜のお(を)したい!（2020年 - 2021年、音泉※）[350]
- ちゃんゆいとちゃんりなのちゃんラジ!!（2020年 - 2022年、YouTube※、マンガUP!※、niconico※）
- 幼女社長 THE RADIO〜本日も定時退社〜（2021年 - 2023年、niconico※、YouTube※）
- 社畜さんは幼女幽霊に癒されたい。はなまるラジオ（2022年、niconico※、YouTube※）
- 連れカノラジオ〜洛楼高校放送部〜（2022年、niconico※、YouTube※）
- アニメ「ラグナクリムゾン」銀装兵団ラジオ（2023年 - 2024年、超!A&G+※、YouTube※）

### ラジオCD
- 宝探し〜至高のペルソナ〜 ラジオCD
- DJCD 妖狐×僕SS ラジオ・ド・章樫
- 日高・小松の天使になれるもん☆ DJCDシリーズ
- ラジオCD「アクセル・ワールド 〜加速するラジオ〜」Vol.3
- ラジオCD「イチカとりのんのなつまちラジオ」
- ラジオCD「カンピオーネ! 〜日笠・日高はまつろわず〜」
- ラジオCD「GDF広報室提供「MJPザンネンラジオ」」Vol.2
- ラジオCD「スクールガールストライカーズRadioChannel」 Vol.1 - 2
- ラジオCD「ストブらじお 雪菜と凪沙のおとなり放送局」シリーズ
- ラジオCD「戦国乙女〜ラジオパラドックス〜」
- ラジオCD「ブラック・ブレット 〜延珠＆ティナの天誅ラジオ〜」シリーズ
- ラジオCD「ラジオもSS！慧心学園ロウきゅー部！」シリーズ

### DVD
- あっぱれ小学4年生!（2004年6月11日、CLR4007）
- りなっくす（2005年06月24日、SCDV-10133）
- つれゲー Vol.5 明坂聡美&日高里菜×喧嘩番長（2012年7月22日）
- 宝探し〜至高のペルソナ〜 in マザー牧場（2012年9月12日）
- ラジオ『このラジオ中に1人、妹がいる!?』アーカイブDVD 私のシュークリーム大作戦!（2012年12月26日、LABM-7107/8）

### テレビドラマ
- 花村大介（2000年、フジテレビ）
- 十三夜 人形（2001年、テレビ神奈川）
- マリア（2001年、TBS）
- はぐれ刑事純情派16 第16話（2003年、テレビ朝日） - 千葉あゆみ
- ぼくの魔法使い 第10話（2003年、日本テレビ） - 中島みどり
- よい子の味方 〜新米保育士物語〜（2003年、日本テレビ）  - レギュラー・りな
- 新選組!（2004年、NHK） - 井上源三郎の姪
- はみだし刑事情熱系 PART8 第8話（2004年、テレビ朝日） - 荻原桃子
- 月曜ミステリー劇場 松本清張・特別企画「殺意」（2004年、TBS） - 磯野千穂
- 御宿かわせみ〜第三章〜 第12話（2005年、NHK）
- On line（2005年、BSフジ）
- さよならの花びら（2005年、テレビ朝日） - 奈津子（6歳）
- 女王の教室 スペシャルドラマ エピソード1・2（2006年、日本テレビ）
- PS羅生門 第11話（2006年、テレビ朝日）
- 塀の中の懲りない女たち〜宇都宮女子刑務所2006（2006年、日本テレビ）
- ウルトラマンメビウス 第39話（2007年、TBS） - 日ノ出家6人兄妹長女・タカコ
- 病院のチカラ〜星空ホスピタル〜（2007年、NHK）
- ねこタクシー 第8話（2010年、東名阪ネット6）

### テレビ番組
※はインターネット配信。
- あっぱれさんま大先生（フジテレビ） - レギュラー
- こたえてちょーだい（フジテレビ）
- YO!キッズ（テレビ神奈川）
- アニメTV（テレビ神奈川）
- アニメ天国（キッズステーション）
- つれゲー第13回〜第15回（2012年1月16日 - 2012年3月17日、PigooHD：担当パーソナリティ）
- 小倉と日高のガンガンGAちゃんねる（2016年 - 2017年、ニコニコ動画・YouTube「GA文庫チャンネル」※）
- りゅうおうのおしごと！〜かんそうせん〜（2018年、TOKYO MX）
- 寄宿学校のジュリエット 日高里菜と小倉唯の「ワン！ルーム」（2018年、GYAO!※）

### 映画
- サウスバウンド（2007年）

### CM
- NTT東日本「ポケモン オン フレッツ」
- キンカン
- ジャスコ
- JAバンク
- ソニー「プレイステーションSPOT」
- ハウス食品「バーモントカレー」
- セイカ「らくがきんちょ」「つくえでらくがきんちょ」[351]
- スクウェア・エニックス 「とある魔術の禁書目録 幻想収束 イマジナリーフェスト」
- 日本マクドナルド「ハッピーセット トロピカル〜ジュ！プリキュア「ワクワクゲート」篇」[352]

### PV
- サウンドドラマ『101番目の百物語』販促用PV（2012年、須藤理亜[330]）
- 教え子に脅迫されるのは犯罪ですか? スペシャルアニメPV (2018年、星花[353])
- こわれたせかいの むこうがわ（2020年、フウ[354]）
- 公女殿下の家庭教師（2020年、ティナ[355]）
- きみが死ぬまで恋をしたい（2021年 - 2023年、カガリ・ミミ[356][357]）
- 魔法少女ダービー （2021年、ホノカ） - 第一弾・第二弾[358][359]
- 純白令嬢の諜報員（2022年、ロザリンド[360]）
- ランジェリーガールをお気に召すまま（2022年、水野澪[361]、古賀唯花[362]）
- コトブキヤ『アルカナディア』プロモーションムービー（2022年、ユクモ [363]）

### デジタルコミック
- はぢがーる（2013年、真木好）
- 恋愛専科（2013年、草間こころ[364][365]））
- 公女殿下の家庭教師（2021年、ティナ[366]）
- ゆるカナディア（2022年 - 2023年、ユクモ [367]）
- 妹が女騎士学園に入学したらなぜか救国の英雄になりました。ぼくが。（2023年、ユズリハ[368]）
- 私を好きすぎる勇者様を利用して、今世こそ長生きするつもりだったのに（多分、また失敗した）（2023年、ナディア・レッドフォード[369]）
- そんな君でも愛してる（2024年、藤川佳奈[370]）

### VP
- 多摩境マンション
- プレイステーション2ガイド
- ソシアル川口

### スチール
- 旭化成

### その他コンテンツ
- ひなビタ♪（山形まり花）
- PRIUS! IMPOSSIBLE GIRLS（02 ハイブリッドトランスアクスル[371]）
- フルダイブノベル Innocent Forestシリーズ（2017年、ルクレイ）
- アトレ秋葉原 館内放送（2018年、王胡蝶[372]）
- パチンコ『P SHOW BY ROCK!!』（2019年、ロージア）
- アプリ『兽耳助手』（2021年 - 2022年、诺诺纳[373]、摩耶[374]）
- エンタテインメントロボット poiq（2022年、マーフィー[375]）
- ハニトーカフェ秋葉原店 店内放送（2023年、ミミ[376]）

## ディスコグラフィ

### キャラクターソング
| 発売日   | 商品名                                                                                        | 歌 | 楽曲 | 備考                                                                                         |
| 2008年   | 2008年                                                                                        | 2008年 | 2008年                                                                                                   | 2008年                                                                                       |
| -------- | --------------------------------------------------------------------------------------------- | --- | --- | -------------------------------------------------------------------------------------------- |
| 6月25日  | 恋愛自由少女♀                                                                                 | PNGN6 | 「恋愛自由少女♀」                                                                                        | Webアニメ『ペンギン娘♥はぁと』オープニングテーマ                                             |
| 7月30日  | 揺れてはじけてあふれちゃう☆魅惑のペンギン娘                                                   | PNGN4 | 「揺れてはじけてあふれちゃう☆魅惑のペンギン娘」                                                          | Webアニメ『ペンギン娘♥はぁと』エンディングテーマ                                             |
| 2010年   |                                                                                               | | |                                                                                              |
| 10月21日 | NO MORE HEROES 2 Original Mini Sound Track                                                    | BIZARRE JERRY 5 | 「純白の恋人 [Pure White ver.]」                                                                         | ゲーム『ノーモア★ヒーローズ2 デスパレート・ストラグル』関連曲                                |
| 11月16日 | NO MORE HEROES 2 DESPERATE STRUGGLE ORIGINAL SOUND TRACKS                                     | BIZARRE JERRY 5 | 「純白の恋人」                                                                                           | ゲーム『ノーモア★ヒーローズ2 デスパレート・ストラグル』関連曲                                |
| 2011年   |                                                                                               | | |                                                                                              |
| 4月27日  | STAR DRIVER 輝きのタクト Blu-ray&DVD 第4巻完全生産限定版特典CD                                | ヨウ・ミズノ（日高里菜） | 「イノセント・ブルー」                                                                                   | テレビアニメ『STAR DRIVER 輝きのタクト』挿入歌                                               |
| 5月11日  | 神のみぞ知るセカイ ROUTE 4.0 初回限定版特典CD                                                 | シトロン | 「恋、ヨロシクお願いします!」                                                                            | テレビアニメ『神のみぞ知るセカイ』挿入歌                                                     |
| 5月18日  | SENGOKU GROOVE                                                                                | ヒデヨシ（日高里菜）、ノブナガ（豊口めぐみ）、ミツヒデ（喜多村英梨）、マサムネ（平田裕香） | 「SENGOKU GROOVE」                                                                                       | テレビアニメ『戦国乙女〜桃色パラドックス〜』関連曲                                           |
| 5月25日  | STAR DRIVER 輝きのタクト Songs & Soundtracks                                                  | 四方の巫女 | 「Cross Over 〜 version les quatre filles」                                                              | テレビアニメ『STAR DRIVER 輝きのタクト』関連曲                                               |
| 6月15日  | アニメ「戦国乙女〜桃色パラドックス〜」キャラクターアルバム 戦国乙女♥宴たけなわ                | ヒデヨシ（日高里菜） | 「アカ勝て！シロ勝て！」                                                                                 | テレビアニメ『戦国乙女〜桃色パラドックス〜』関連曲                                           |
| 6月15日  | アニメ「戦国乙女〜桃色パラドックス〜」キャラクターアルバム 戦国乙女♥宴たけなわ                | 日出佳乃（日高里菜）、アケリン（喜多村英梨）、トクニャン（明坂聡美） | 「夢見る自由〜クラスメイト・バージョン〜」                                                               | テレビアニメ『戦国乙女〜桃色パラドックス〜』関連曲                                           |
| 6月15日  | アニメ「戦国乙女〜桃色パラドックス〜」キャラクターアルバム 戦国乙女♥宴たけなわ                | 日出佳乃（日高里菜） | 「あしたへ」                                                                                             | テレビアニメ『戦国乙女〜桃色パラドックス〜』関連曲                                           |
| 6月15日  | アニメ「戦国乙女〜桃色パラドックス〜」キャラクターアルバム 戦国乙女♥宴たけなわ                | 戦国乙女8人衆 | 「戦国呼称唄〜陽炎リミックス〜」                                                                         | テレビアニメ『戦国乙女〜桃色パラドックス〜』関連曲                                           |
| 8月24日  | とある魔術の禁書目録II アーカイブス4                                                          | ラストオーダー（日高里菜） | 「ネットワークは感動信号（ファンタスティック）」                                                         | テレビアニメ『とある魔術の禁書目録II』関連曲                                                 |
| 9月21日  | 「ロウきゅーぶ!」Character Songs 05 香椎愛莉                                                  | 香椎愛莉（日高里菜） | 「ほっこり日和」                                                                                         | テレビアニメ『ロウきゅーぶ!』関連曲                                                          |
| 9月21日  | 「ロウきゅーぶ!」Character Songs 05 香椎愛莉                                                  | 日高里菜 imaging 香椎愛莉 | 「SHOOT! -No.7 MIX-」                                                                                    | テレビアニメ『ロウきゅーぶ!』関連曲                                                          |
| 11月30日 | 「ロウきゅーぶ!」いんたーばる 2                                                               | 香椎愛莉（日高里菜） | 「1mmちょっとのマインド」                                                                                | テレビアニメ『ロウきゅーぶ!』関連曲                                                          |
| 12月28日 | マケン姫っ! 全エンディングっ!                                                                 | ミネルバ・マーサ（佐藤利奈）、アイリル&リール・フィニアン（日高里菜） | 「Baby! Baby! Ver.10」                                                                                   | テレビアニメ『マケン姫っ!』エンディングテーマ                                                |
| 12月28日 | マケン姫っ! 全エンディングっ!                                                                 | 天谷春恋（下屋則子）、櫛八イナホ（野水伊織）、姫神コダマ（矢作紗友里）、志那都アズキ（富樫美鈴）、六条実（美名）、二条秋（原田ひとみ）、高貴楓蘭 （合田彩）、藜チャチャ（藏合紗恵子）、砂藤季美（味里）、水屋うるち（古谷静佳）、ミティア・デミトラ（田中理恵）、ミネルバ・マーサ（佐藤利奈）、シリア大塚（伊瀬茉莉也）、ヤン・ミン（明坂聡美）、アイリル&リール・フィニアン（日高里菜） | 「マケン姫っ！ エンディング・メドレー」                                                                  | テレビアニメ『マケン姫っ!』エンディングテーマ                                                |
| 2012年   |                                                                                               | | |                                                                                              |
| 3月21日  | 妖狐×僕SS ENDING SONG vol.1                                                                   | 白鬼院凜々蝶（日高里菜） | 「君は」                                                                                                 | テレビアニメ『妖狐×僕SS』エンディングテーマ                                                  |
| 7月25日  | Heavenly Lover                                                                                | 鶴眞心乃枝（石原夏織）、神凪雅（佐倉綾音）、国立凛香（竹達彩奈）、天導愛菜（大亀あすか）、嵯峨良芽依（日高里菜） | 「Heavenly Lover」                                                                                       | テレビアニメ『この中に1人、妹がいる!』エンディングテーマ                                     |
| 10月24日 | TVアニメ『この中に1人、妹がいる!』キャラクターソング vol.3 嵯峨良芽依                         | 嵯峨良芽依（日高里菜） | 「Daydream Magic」 「バージンロードで待っていて！」                                                      | テレビアニメ『この中に1人、妹がいる!』関連曲                                                 |
| 11月21日 | ソードアート・オンライン BONUS DISC 2                                                         | シリカ（日高里菜） | 「☆Lovely Super Idol☆」                                                                                  | テレビアニメ『ソードアート・オンライン』関連曲                                               |
| 11月21日 | TVアニメ『この中に1人、妹がいる!』キャラクターソングシリーズ SPECIAL Disc                     | 鶴眞心乃枝（石原夏織）、神凪雅（佐倉綾音）、国立凛香（竹達彩奈）、天導愛菜（大亀あすか）、嵯峨良芽依（日高里菜）、宝生柚璃奈（小倉唯） | 「Heavenly Lover -six colors of flower-」 「バージンロードで待っていて! -six colors of flower-」         | テレビアニメ『この中に1人、妹がいる!』関連曲                                                 |
| 11月28日 | TVアニメ『この中に1人、妹がいる!』録り下ろしキャラクターソングCD3 嵯峨良芽依                  | 嵯峨良芽依（日高里菜） | 「Heavenly Lover」 「フワリ♪フアユア MY DARLING」                                                        | テレビアニメ『この中に1人、妹がいる!』関連曲                                                 |
| 2013年   |                                                                                               | | |                                                                                              |
| 2月20日  | TVアニメ『たまこまーけっと』キャラクターソングアルバム『twinkle ride CD』                     | 北白川あんこ（日高里菜） | 「Call me Anne」                                                                                         | テレビアニメ『たまこまーけっと』関連曲                                                       |
| 2月20日  | TVアニメ『たまこまーけっと』キャラクターソングアルバム『twinkle ride CD』                     | 北白川たまこ（洲崎綾）、常盤みどり（金子有希）、牧野かんな（長妻樹里）、北白川あんこ（日高里菜）、朝霧史織（山下百合恵）、チョイ・ モチマッヅィ（山岡ゆり） | 「きっとね、ずっとね、よろしくね。」                                                                     | テレビアニメ『たまこまーけっと』関連曲                                                       |
| 3月27日  | 恋してアニ研 主題歌コレクション                                                               | 橘可奈（伊瀬茉莉也）、高木夏夜（日高里菜）、真行寺遥（五十嵐裕美）、桐生晶（日笠陽子） | 「ぜったいヒロインっ！」                                                                                 | ゲーム『恋してアニ研』関連曲                                                                 |
| 3月27日  | TVアニメ『この中に1人、妹がいる!』OP&ED キャラクターメドレーソングCD                          | StylipS、鶴眞心乃枝（石原夏織）、神凪雅（佐倉綾音）、国立凛香（竹達彩奈）、天導愛菜（大亀あすか）、嵯峨良芽依（日高里菜）、宝生柚璃奈（小倉唯） | 「中妹 Non-Stop Remixed by エイプリルズ」                                                                | テレビアニメ『この中に1人、妹がいる!』関連曲                                                 |
| 4月24日  | Accel World REGION RECORDS 2                                                                  | ニコ（日高里菜） | 「tremendous」                                                                                           | テレビアニメ『アクセル・ワールド』関連曲                                                     |
| 4月25日  | ロンリー・マイセルフ・サーガ ドラマCD 天地開闢                                                | 八坂命（日高里菜） | 「ヒカリ」                                                                                               | ドラマCD『ロンリー・マイセルフ・サーガ』主題歌                                               |
| 6月26日  | ソードアート・オンライン BONUS DISC 9                                                         | キリト（松岡禎丞）、アスナ（戸松遥）、リーファ（竹達彩奈）、ユイ（伊藤かな恵）、シリカ（日高里菜）、リズベット（高垣彩陽） | 「Sing All Overtures」                                                                                   | テレビアニメ『ソードアート・オンライン』関連曲                                               |
| 8月7日   | ロウきゅーぶ!SS Character Songs 04 香椎愛莉                                                   | 香椎愛莉（日高里菜） | 「ジンジャーYell」                                                                                       | テレビアニメ『ロウきゅーぶ!SS』関連曲                                                        |
| 8月7日   | ロウきゅーぶ!SS Character Songs 04 香椎愛莉                                                   | 日高里菜 imaging 香椎愛莉 | 「Get goal! -No.7 MIX-」                                                                                 | テレビアニメ『ロウきゅーぶ!SS』関連曲                                                        |
| 9月18日  | ひなビタ♪ ORIGINAL SOUNDTRACK                                                                 | 日向美ビタースイーツ♪ 山形まり花（日高里菜） | 「恋とキングコング」                                                                                     | 音楽配信企画『ひなビタ♪』関連曲                                                              |
| 9月18日  | ひなビタ♪ ORIGINAL SOUNDTRACK                                                                 | 日向美ビタースイーツ♪ | 「凛として咲く花の如く 〜ひなビタ♪ edition〜」                                                           | 音楽配信企画『ひなビタ♪』関連曲                                                              |
| 9月18日  | ひなビタ♪ ORIGINAL SOUNDTRACK                                                                 | 日向美ビタースイーツ♪ | 「ひなちくんのうた（まり花&一舞ver）」                                                                   | 音楽配信企画『ひなビタ♪』関連曲                                                              |
| 12月18日 | オカルトメイデン キャラクターソング・アルバム                                                 | 蓮華（日高里菜） | 「絶対確実見敵必殺勧善懲悪月下美人 feat. デッドボールP」                                                 | ゲーム『オカルトメイデン』関連曲                                                             |
| 12月18日 | オカルトメイデン キャラクターソング・アルバム                                                 | 土御門悠宇（早見沙織）、倉橋六花（佐倉綾音）、蓮華（日高里菜） | 「やったね！おかると☆めいでん feat. azuma」                                                              | ゲーム『オカルトメイデン』関連曲                                                             |
| 2014年   |                                                                                               | | |                                                                                              |
| 2月19日  | ガリレイドンナが、ねごとになってみた                                                          | 星月・フェラーリ（日高里菜）、神月・フェラーリ（大久保瑠美）、葉月・フェラーリ（真堂圭）、アンナ・ヘンドリックス（井上麻里奈） | 「シンクロマニカ 三姉妹&アンナ パート歌いver.（フルサイズ）」                                            | テレビアニメ『ガリレイドンナ』関連曲                                                         |
| 3月19日  | Bitter Sweet Girls!                                                                           | 日向美ビタースイーツ♪ | 「メンバー紹介っ！」                                                                                     | 音楽配信企画『ひなビタ♪』関連曲                                                              |
| 3月19日  | Bitter Sweet Girls!                                                                           | 日向美ビタースイーツ♪ | 「ちくわパフェだよ☆CKP」                                                                                 | 音楽配信企画『ひなビタ♪』関連曲                                                              |
| 3月19日  | Bitter Sweet Girls!                                                                           | 日向美ビタースイーツ♪ | 「走れメロンパン」                                                                                       | 音楽配信企画『ひなビタ♪』関連曲                                                              |
| 3月22日  | TVアニメ『たまこまーけっと』キャラソンリミックス「omochi-tronica EP plus」                    | 北白川あんこ（日高里菜） | 「Call Me Anne Louder」                                                                                  | テレビアニメ『たまこまーけっと』関連曲                                                       |
| 3月26日  | ストライク・ザ・ブラッド Blu-ray&DVD 第3巻特典CD                                              | 暁凪沙（日高里菜） | 「デイリー・ヒロイン」                                                                                   | テレビアニメ『ストライク・ザ・ブラッド』関連曲                                               |
| 6月6日   | 蒼き鋼のアルペジオ -アルス・ノヴァ- キャラクターソング EP 03                                  | イ400（日高里菜）、イ402（山本希望） | 「Inapplicability」                                                                                      | テレビアニメ『蒼き鋼のアルペジオ -アルス・ノヴァ-』関連曲                                    |
| 7月2日   | ミライ＊ガール                                                                                | 藍原延珠（日高里菜）、ティナ・スプラウト（黒沢ともよ） | 「ミライ＊ガール -延珠&ティナver.-」                                                                     | テレビアニメ『ブラック・ブレット』関連曲                                                     |
| 8月27日  | ソードアート・オンライン ソングコレクション                                                   | シリカ（日高里菜）、リズベット（高垣彩陽） | 「Party-go-round」                                                                                       | テレビアニメ『ソードアート・オンライン』関連曲                                               |
| 8月27日  | ソードアート・オンライン ソングコレクション Aniplex+ Special Disc                             | シリカ（日高里菜） | 「☆Lovely Super Idol☆ - ☆remix -」                                                                       | テレビアニメ『ソードアート・オンライン』関連曲                                               |
| 2015年   |                                                                                               | | |                                                                                              |
| 1月21日  | TVアニメ「ローリング☆ガールズ」主題歌集「人にやさしく」                                       | THE ROLLING GIRLS | 「人にやさしく」 「月の爆撃機」 「1000のバイオリン」                                                     | テレビアニメ『ローリング☆ガールズ』主題歌                                                    |
| 1月28日  | Ray of bullet                                                                                 | イリス・フレイヤ（日高里菜）、物部深月（沼倉愛美） | 「Ray of bullet」                                                                                        | テレビアニメ『銃皇無尽のファフニール』エンディングテーマ                                     |
| 3月25日  | TVアニメーション「艦隊これくしょん -艦これ-」キャラクターソング “艦娘乃歌” Vol.1              | 吹雪（上坂すみれ）、睦月（日高里菜）、夕立（タニベユミ） | 「Bright Shower Days」                                                                                   | テレビアニメ『艦隊これくしょん -艦これ-』関連曲                                              |
| 3月25日  | ソードアート・オンラインII Blu-ray&DVD第6巻特典CD BONUS DISC 6                                | リーファ（竹達彩奈）、ユイ（伊藤かな恵）、シリカ（日高里菜）、リズベット（高垣彩陽） | 「Memorial Calibur」                                                                                     | テレビアニメ『ソードアート・オンラインII』関連曲                                             |
| 3月25日  | ガールフレンド（仮） Vol.3 特典CD                                                             | 優木苗（日高里菜） | 「コイビトマフラー」                                                                                     | テレビアニメ『ガールフレンド（仮）』関連曲                                                   |
| 4月1日   | TVアニメ「ローリング☆ガールズ」ソング集「英雄にあこがれて」                                   | THE ROLLING GIRLS | 「TRAIN-TRAIN」 「終わらない歌」 「英雄にあこがれて」 「夕暮れ」                                         | テレビアニメ『ローリング☆ガールズ』挿入歌                                                    |
| 4月1日   | TVアニメ「ローリング☆ガールズ」ソング集「英雄にあこがれて」                                   | THE ROLLING GIRLS | 「脳天気」                                                                                               | テレビアニメ『ローリング☆ガールズ』エンディングテーマ                                        |
| 4月8日   | 銃皇無尽のファフニール キャラクター・ソング・アルバム -“D”の少女たち-                         | イリス・フレイア（日高里菜） | 「Shining Love」                                                                                         | テレビアニメ『銃皇無尽のファフニール』関連曲                                                 |
| 4月29日  | 銃皇無尽のファフニール キャラクター・ソング・アルバム －麗しのミッドガル－                    | イリス・フレイア（日高里菜）、物部深月（沼倉愛美）、リーザ・ハイウォーカー（金元寿子）、アリエラ・ルー（徳井青空）、レン・ミヤザワ（内村史子）、ティア・ライトニング（佐倉綾音） | 「Ray of bullet」                                                                                        | テレビアニメ『銃皇無尽のファフニール』挿入歌                                                 |
| 6月3日   | Yes!アイドル♥宣言                                                                             | クリティクリスタ | 「Yes!アイドル♥宣言」 「Attention, Please!!」                                                            | テレビアニメ『SHOW BY ROCK!!』関連曲                                                         |
| 8月2日   | TVアニメ「ローリング☆ガールズ」ソング集II「STONES」                                           | THE ROLLING GIRLS | 「STONES」 「シャララ」                                                                                  | テレビアニメ『ローリング☆ガールズ』関連曲                                                    |
| 8月2日   | TVアニメ「ローリング☆ガールズ」ソング集II「STONES」                                           | 小坂結季奈（日高里菜） | 「人にやさしく」 「STONES」                                                                              | テレビアニメ『ローリング☆ガールズ』関連曲                                                    |
| 9月16日  | SHOW BY ROCK!! Blu-ray 第4巻 きゃにめ.jp限定版特典 ミニアルバム                               | ロージア（日高里菜） | 「Yes!アイドル♥宣言」 「Attention, Please!!」                                                            | テレビアニメ『SHOW BY ROCK!!』関連曲                                                         |
| 12月23日 | Five Drops 01 -sunny orange- 山形まり花                                                       | 山形まり花（日高里菜） | 「neko*neko」 「ぽかぽかレトロード」 「クラゲファンタジーソーダ」 「jet coaster☆girl〜まり花edition〜 」 | 音楽配信企画『ひなビタ♪』関連曲                                                              |
| 2016年   |                                                                                               | | |                                                                                              |
| 2月17日  | ループしてる／あすいろ恋模様                                                                  | クリティクリスタ | 「ループしてる」                                                                                         | ゲーム『SHOW BY ROCK!!』関連曲                                                               |
| 2月17日  | ループしてる／あすいろ恋模様                                                                  | クリティクリスタ | 「あすいろ恋模様」                                                                                       | ゲーム『SHOW BY ROCK!!』関連曲                                                               |
| 7月20日  | ビビビーチ♡ビビビビーチ！                                                                     | クリティクリスタ | 「ビビビーチ♡ビビビビーチ！」 「コ・ア・ク・マ♡サマーモード」                                            | テレビアニメ『SHOW BY ROCK!!』関連曲                                                         |
| 8月12日  | IDOL CONNECT -UNIT DISC- 初めまして、大好きです!                                              | ナチュライク！ | 「ナチュラル＊シャイニー」 「いつだって」                                                                | ゲーム『アイドルコネクト -AsteriskLive-』関連曲                                              |
| 8月12日  | IDOL CONNECT -Solo Disc- Feelings of girl                                                     | 坂上八葉（日高里菜） | 「キレイなピースを決めてくれ!」                                                                          | ゲーム『アイドルコネクト -AsteriskLive-』関連曲                                              |
| 9月21日  | SHOW BY ROCK!! BEST Vol.2                                                                     | クリティクリスタ | 「1.2.さんしゃいん♡」                                                                                    | ゲーム『SHOW BY ROCK!!』関連曲                                                               |
| 10月19日 | 放て！どどどーん！                                                                            | クリティクリスタ | 「放て！どどどーん！」                                                                                   | テレビアニメ『SHOW BY ROCK!!#』挿入歌                                                        |
| 10月19日 | 放て！どどどーん！                                                                            | クリティクリスタ | 「Colorful Snow Drop」                                                                                   | テレビアニメ『SHOW BY ROCK!!#』関連曲                                                        |
| 11月23日 | Musica Magica                                                                                 | ハードゴア・アリス（日高里菜） | 「Forget me Not…」                                                                                       | テレビアニメ『魔法少女育成計画』関連曲                                                       |
| 2017年   |                                                                                               | | |                                                                                              |
| 1月18日  | TVアニメ『SHOW BY ROCK!!』OST Plus 2                                                          | プラズマジカ、シンガンクリムゾンズ［クロウ（谷山紀章）］、トライクロニカ［シュウ☆ゾー（宮野真守）］、クリティクリスタ［ロージア（日高里菜）］、徒然なる操り霧幻庵［ダル太夫（潘めぐみ）］ | 「My Resolution〜未来への絆〜（TV Special edit.）」                                                      | テレビアニメ『SHOW BY ROCK!!#』挿入歌                                                        |
| 1月25日  | SHOW BY ROCK!!# BD 第2巻特装限定版 完全新作スペシャルCD                                       | ロージア（日高里菜） | 「ラヴスウィートブレーメン♡」                                                                            | テレビアニメ『SHOW BY ROCK!!#』関連曲                                                        |
| 1月25日  | SHOW BY ROCK!! Blu-ray 第2巻 きゃにめ.jp限定版特典 ミニアルバム                               | ロージア（日高里菜） | 「放て！どどどーん！」 「Colorful Snow Drop」                                                            | テレビアニメ『SHOW BY ROCK!!#』関連曲                                                        |
| 1月25日  | 未来系ストライカーズ 美山椿芽 ver.                                                            | アルタイル・トルテ | 「未来系ストライカーズ」                                                                                 | テレビアニメ『スクールガールストライカーズ Animation Channel』オープニングテーマ             |
| 1月25日  | 未来系ストライカーズ 夜木沼伊緒 ver.                                                          | アルタイル・トルテ | 「未来系ストライカーズ」                                                                                 | テレビアニメ『スクールガールストライカーズ Animation Channel』オープニングテーマ             |
| 1月25日  | 未来系ストライカーズ 沙島悠水 ver.                                                            | アルタイル・トルテ | 「未来系ストライカーズ」                                                                                 | テレビアニメ『スクールガールストライカーズ Animation Channel』オープニングテーマ             |
| 1月25日  | 未来系ストライカーズ 菜森まな ver.                                                            | アルタイル・トルテ | 「未来系ストライカーズ」                                                                                 | テレビアニメ『スクールガールストライカーズ Animation Channel』オープニングテーマ             |
| 1月25日  | 未来系ストライカーズ 澄原サトカ ver.                                                          | アルタイル・トルテ | 「未来系ストライカーズ」                                                                                 | テレビアニメ『スクールガールストライカーズ Animation Channel』オープニングテーマ             |
| 1月25日  | 未来系ストライカーズ 澄原サトカ ver.                                                          | 澄原サトカ（日高里菜） | 「未来系ストライカーズ（澄原サトカ ver.）」 「おかわりしたいミステリー」                                 | テレビアニメ『スクールガールストライカーズ Animation Channel』関連曲                         |
| 1月25日  | きっとワンダフォー！                                                                          | 澄原サトカ（日高里菜）、菜森まな（小倉唯） | 「きっとワンダフォー！」                                                                                 | テレビアニメ『スクールガールストライカーズ Animation Channel』エンディングテーマ             |
| 1月25日  | きっとワンダフォー！                                                                          | 澄原サトカ（日高里菜）、菜森まな（小倉唯） | 「roomy party」                                                                                          | テレビアニメ『スクールガールストライカーズ Animation Channel』関連曲                         |
| 2月15日  | ガールフレンド（仮） キャラクターソングシリーズ Vol.02                                        | メゾンドクチュール | 「あなただけのメゾンドクチュール」                                                                       | ゲーム『ガールフレンド（仮）』関連曲                                                         |
| 2月15日  | ガールフレンド（仮） キャラクターソングシリーズ Vol.02                                        | 優木苗（日高里菜） | 「ないしょのパ〜ティ〜タイム♪」                                                                          | ゲーム『ガールフレンド（仮）』関連曲                                                         |
| 2月18日  | IDOL CONNECT -Memorial Disc- キミが一度笑うなら、千回わたしは歌うんだ。                       | 坂上八葉（日高里菜） | 「坂道の途中」                                                                                           | ゲーム『アイドルコネクト -AsteriskLive-』関連曲                                              |
| 3月15日  | ロリガ・ロック・ベスト！ 〜Songs of the mob, by the mob, for the mob〜                        | THE ROLLING GIRLS | 「リンダリンダ」                                                                                         | テレビアニメ『ローリング☆ガールズ』関連曲                                                    |
| 5月3日   | DECIDE                                                                                        | 天下五剣 | 「DECIDE」                                                                                               | テレビアニメ『武装少女マキャヴェリズム』エンディングテーマ                                   |
| 5月3日   | DECIDE                                                                                        | 花酒蕨（日高里菜） | 「DECIDE feat.蕨」                                                                                       | テレビアニメ『武装少女マキャヴェリズム』関連曲                                               |
| 7月12日  | 武装少女マキャヴェリズム ミュージック・コレクション Vol.1                                     | 花酒蕨（日高里菜） | 「Go-Ran-Shin」                                                                                          | テレビアニメ『武装少女マキャヴェリズム』関連曲                                               |
| 8月18日  | IDOL CONNECT asterisk live! Star*Trine                                                        | 春宮空子（森千早都）、瀬月唯（相坂優歌）、羽田千乃（本渡楓）、火ノ前留奈（大久保瑠美）、高花ひかり（芝崎典子）、古風楓（大森日雅）、柚木ミユ（木村千咲）、泉水つかさ（橋本ちなみ）、坂上八葉（日高里菜） | 「Star*Trine」                                                                                           | ゲーム『アイドルコネクト -AsteriskLive-』関連曲                                              |
| 9月27日  | 劇場版ソードアート・オンライン オーディナル・スケールBlu-ray&DVD完全生産限定版特典CD          | 綾野珪子（日高里菜）、結城明日奈（戸松遥） | 「Ubiquitous dB -special ver.-」                                                                         | 劇場アニメ『劇場版 ソードアート・オンライン -オーディナル・スケール-』関連曲                 |
| 11月29日 | 戦姫絶唱シンフォギアAXZ BD・DVD第3巻特典CD                                                    | サンジェルマン（寿美菜子）、カリオストロ（蒼井翔太）、プレラーティ（日高里菜） | 「Ewigkeit（死灯 -エイヴィヒカイト-）」                                                                  | テレビアニメ『戦姫絶唱シンフォギアAXZ』挿入歌                                                |
| 2018年   |                                                                                               | | |                                                                                              |
| 1月24日  | スクールガールストライカーズ 〜トゥインクルメロディーズ〜 Melody Collection                   | アルタイル・トルテ | 「Draglight」                                                                                            | ゲーム『スクールガールストライカーズ 〜トゥインクルメロディーズ〜』関連曲                    |
| 2月28日  | 戦姫絶唱シンフォギアAXZ BD・DVD第6巻特典CD                                                    | サンジェルマン（寿美菜子）、カリオストロ（蒼井翔太）、プレラーティ（日高里菜） | 「死灯 -エイヴィヒカイト-」                                                                              | テレビアニメ『戦姫絶唱シンフォギアAXZ』挿入歌                                                |
| 4月25日  | りゅうおうのおしごと！ BD第2巻特典CD                                                          | 雛鶴あい（日高里菜） | 「つよくつよく」                                                                                         | テレビアニメ『りゅうおうのおしごと！』関連曲                                                 |
| 5月30日  | りゅうおうのおしごと！ BD第3巻特典CD                                                          | JS研、夜叉神天衣（佐倉綾音） | 「JS Hoooooked ON!」                                                                                     | テレビアニメ『りゅうおうのおしごと！』関連曲                                                 |
| 7月27日  | アイドリッシュセブン BD・DVD第6巻特典CD                                                       | ここな（日高里菜） | 「Magical Power」 「えがおのつづき」                                                                     | テレビアニメ『アイドリッシュセブン』挿入歌                                                   |
| 8月17日  | スクールガールストライカーズ 〜トゥインクルメロディーズ〜 Melody Collection Vol.2             | アルタイル・トルテ | 「キラキラ☆」 「無敵のメロディ」                                                                         | ゲーム『スクールガールストライカーズ 〜トゥインクルメロディーズ〜』関連曲                    |
| 8月17日  | スクールガールストライカーズ 〜トゥインクルメロディーズ〜 Melody Collection Vol.2             | 澄原サトカ（日高里菜）、高嶺アコ（もものはるな） | 「Denshin!」                                                                                             | ゲーム『スクールガールストライカーズ 〜トゥインクルメロディーズ〜』関連曲                    |
| 8月29日  | ENDLESS!!!!                                                                                   | SHOWBYROCK!! Family | 「ENDLESS!!!!」                                                                                          | ゲーム『SHOW BY ROCK!!』関連曲                                                               |
| 9月26日  | プリンセスコネクト！Re:Dive PRICONNE CHARACTER SONG 05                                        | ミミ（日高里菜）、ミソギ（諸星すみれ）、キョウカ（小倉唯） | 「リトルアドベンチャー」                                                                                 | ゲーム『プリンセスコネクト！Re:Dive』挿入歌                                                  |
| 11月25日 | Z/X -Zillions of enemy X- NF DramaCD (14)「ナイショの・きぃワード」                           | 百目鬼きさら（日高里菜）、ヴェスパローゼ（大西沙織） | 「新しいふたりの絆 新しいふたりの形」                                                                    | ドラマCD『Z/X』関連曲                                                                        |
| 11月28日 | KI-te MI-te HIT PARADE!                                                                       | パーリィ☆フェアリィ | 「KI-te MI-te HIT PARADE!」                                                                              | テレビアニメ『叛逆性ミリオンアーサー』エンディングテーマ                                     |
| 12月19日 | テレビアニメ「となりの吸血鬼さん」キャラクターソング「うららかアフタヌーン」                  | 倉井朔夜（日高里菜）、青木夕（内田彩） | 「うららかアフタヌーン」                                                                                 | テレビアニメ『となりの吸血鬼さん』関連曲                                                     |
| 12月19日 | テレビアニメ「となりの吸血鬼さん」キャラクターソング「うららかアフタヌーン」                  | 倉井朔夜（日高里菜） | 「うららかアフタヌーン」                                                                                 | テレビアニメ『となりの吸血鬼さん』関連曲                                                     |
| 2019年   |                                                                                               | | |                                                                                              |
| 4月3日   | 劇場オリジナルアニメ『LAIDBACKERS-レイドバッカーズ-』キャラクターソングアルバム               | 三乃ハラミ（日高里菜） | 「CRAZY ACE」                                                                                            | 劇場アニメ『LAIDBACKERS-レイドバッカーズ-』関連曲                                            |
| 5月22日  | PEARLY×PARTY                                                                                  | パーリィ☆フェアリィ | 「PEARLY×PARTY」                                                                                         | テレビアニメ『叛逆性ミリオンアーサー』エンディングテーマ                                     |
| 6月19日  | P SHOW BY ROCK!! CD                                                                           | クリティクリスタ | 「にゃんばわん！ゼッタイ最強！」                                                                         | パチンコ『P SHOW BY ROCK!!』関連曲                                                           |
| 6月19日  | P SHOW BY ROCK!! CD きゃにめ特典CD                                                            | ロージア（日高里菜） | 「にゃんばわん！ゼッタイ最強！」                                                                         | パチンコ『P SHOW BY ROCK!!』関連曲                                                           |
| 9月4日   | GHOST SONG 08. クレオパトラ7世フィロパトル                                                    | クレオパトラ7世フィロパトル（日高里菜） | 「Desert Moon Desire」 「愛しのマイ'にゃあ'ーリン」                                                      | 『GHOST CONCERT』関連曲                                                                      |
| 11月20日 | UP-DATE × PLEASE!!! ver 2.6.9                                                                 | 早乙女二葉（原由実）、早乙女六海（日高里菜）、早乙女九瑠璃（小岩井ことり） | 「UP-DATE × PLEASE!!! ver 2.6.9」                                                                        | テレビアニメ『戦×恋』エンディングテーマ                                                      |
| 11月20日 | UP-DATE × PLEASE!!! ver 2.6.9                                                                 | 早乙女一千花（内山夕実）、早乙女二葉（原由実）、早乙女三沙（清水彩香）、早乙女四乃（逢田梨香子）、早乙女五夜（加隈亜衣）、早乙女六海（日高里菜）、早乙女七樹（本渡楓）、早乙女八雲（河瀬茉希）、早乙女九瑠璃（小岩井ことり） | 「UP-DATE × PLEASE!!!!!!!!!」                                                                            | テレビアニメ『戦×恋』エンディングテーマ                                                      |
| 11月20日 | UP-DATE × PLEASE!!! ver 2.6.9                                                                 | 早乙女六海（日高里菜） | 「HOLD MY WING」                                                                                         | テレビアニメ『戦×恋』関連曲                                                                  |
| 11月20日 | UP-DATE × PLEASE!!! 全巻購入特典CD                                                            | 早乙女一千花（内山夕実）、早乙女二葉（原由実）、早乙女三沙（清水彩香）、早乙女四乃（逢田梨香子）、早乙女五夜（加隈亜衣）、早乙女六海（日高里菜）、早乙女七樹（本渡楓）、早乙女八雲（河瀬茉希）、早乙女九瑠璃（小岩井ことり）、亜久津拓真（広瀬裕也） | 「UP-DATE × PLEASE!!!!!!!!! Ver. X」                                                                     | テレビアニメ『戦×恋』関連曲                                                                  |
| 12月4日  | 戦姫絶唱シンフォギアXD UNLIMITED キャラクターソングアルバム2                                  | サンジェルマン（寿美菜子）、カリオストロ（蒼井翔太）、プレラーティ（日高里菜） | 「永輝-エィヴィガーブント-」                                                                             | ゲーム『戦姫絶唱シンフォギアXD UNLIMITED』関連曲                                             |
| 12月18日 | SHOW BY ROCK!! BEST Vol.3                                                                     | クリティクリスタ［ロージア（日高里菜）］ | 「Happy Happy Jump!!」                                                                                   | ゲーム『SHOW BY ROCK!!』関連曲                                                               |
| 12月25日 | プリンセスコネクト！Re:Dive PRICONNE CHARACTER SONG 12                                        | ミミ（日高里菜）、キョウカ（小倉唯）、ミソギ（諸星すみれ） | 「トリックホリック」                                                                                     | ゲーム『プリンセスコネクト！Re:Dive』挿入歌                                                  |
| 2020年   |                                                                                               | | |                                                                                              |
| 11月25日 | KanColle Memorial Compilation                                                                 | 睦月（日高里菜） | 「お散歩日和」                                                                                           | ゲーム『艦隊これくしょん -艦これ-』関連曲                                                    |
| 12月16日 | ローリング☆ガールズ Blu-ray BOX 特典CD                                                        | THE ROLLING GIRLS | 「夢」                                                                                                   | テレビアニメ『ローリング☆ガールズ』関連曲                                                    |
| 12月16日 | ローリング☆ガールズ Blu-ray BOX 特典CD                                                        | 小坂結季奈（日高里菜） | 「夢」 「月の爆撃機」                                                                                    | テレビアニメ『ローリング☆ガールズ』関連曲                                                    |
| 2021年   |                                                                                               | | |                                                                                              |
| 1月26日  | 進め！むじなカンパニー                                                                        | Neko Hacker feat. 六科なじむ（日高里菜） & 割戸真友（金元寿子） & 軽井沢ユキ（上坂すみれ） & 出稼ぎガルシア（金子彩花） | 「進め！むじなカンパニー」                                                                               | Webアニメ『幼女社長』オープニングテーマ                                                      |
| 1月26日  | 進め！むじなカンパニー                                                                        | Neko Hacker feat. 六科なじむ（日高里菜） | 「むじな de なじむ」                                                                                     | Webアニメ『幼女社長』関連曲                                                                  |
| 2月17日  | TVアニメ「SHOW BY ROCK!!STARS!!」挿入歌ミニアルバム Vol.1                                     | クリティクリスタ | 「きゅきゅきゅん♡ハートシェイカー」                                                                      | テレビアニメ『SHOW BY ROCK!! STARS!!』挿入歌                                                 |
| 2月17日  | TVアニメ「SHOW BY ROCK!!STARS!!」挿入歌ミニアルバム Vol.1 きゃにめ特典CD                      | ロージア（日高里菜） | 「きゅきゅきゅん♡ハートシェイカー」                                                                      | テレビアニメ『SHOW BY ROCK!! STARS!!』関連曲                                                 |
| 3月17日  | SHOW BY ROCK!! STARS!! BD第1巻特典CD                                                          | ほわん（遠野ひかる）、マシマヒメコ（夏吉ゆうこ）、ララリン（Lynn）、ロージア（日高里菜） | 「全力 I Love You!」                                                                                     | テレビアニメ『SHOW BY ROCK!! STARS!!』関連曲                                                 |
| 3月25日  | アノカナタリウム（TV edit）                                                                   | SHOWBYROCK!!STARS! | 「アノカナタリウム（TV edit）」                                                                          | テレビアニメ『SHOW BY ROCK!! STARS!!』挿入歌                                                 |
| 4月14日  | けーきりろん/ぐっない                                                                         | 六科なじむ（日高里菜）、Neko Hacker | 「けーきりろん」 「ぐっない」                                                                            | Webアニメ『幼女社長』関連曲                                                                  |
| 4月21日  | SHOW BY ROCK!! BEST Vol.4                                                                     | クリティクリスタ | 「Mot Mot Mot」 「綿雪グリモワール」                                                                     | ゲーム『SHOW BY ROCK!! Fes A Live』関連曲                                                    |
| 7月21日  | トロピカル〜ジュ！プリキュア ボーカルアルバム 〜トロピカる！MUSIC BOX〜                       | トロピカる部 | 「Viva! Spark!トロピカル〜ジュ！プリキュア トロピカる部Ver.」                                            | テレビアニメ『トロピカル〜ジュ!プリキュア』関連曲                                            |
| 7月21日  | トロピカル〜ジュ！プリキュア ボーカルアルバム 〜トロピカる！MUSIC BOX〜                       | ローラ（日高里菜） | 「アクアプリズム」                                                                                       | テレビアニメ『トロピカル〜ジュ!プリキュア』関連曲                                            |
| 7月21日  | トロピカル〜ジュ！プリキュア ボーカルアルバム 〜トロピカる！MUSIC BOX〜                       | 夏海まなつ（ファイルーズあい）、ローラ（日高里菜） | 「プリティル〜ジュデイズ！」                                                                             | テレビアニメ『トロピカル〜ジュ!プリキュア』関連曲                                            |
| 7月21日  | トロピカル〜ジュ！プリキュア ボーカルアルバム 〜トロピカる！MUSIC BOX〜                       | キュアサマー（ファイルーズあい）、キュアコーラル（花守ゆみり）、キュアパパイア（石川由依）、キュアフラミンゴ（瀬戸麻沙美）、キュアラメール（日高里菜） | 「おもいきりトロピカル！」                                                                               | テレビアニメ『トロピカル〜ジュ!プリキュア』関連曲                                            |
| 8月11日  | Viva! Spark!トロピカル〜ジュ!プリキュア with トロピカる部/なかよしのうた/あこがれ Go My Way!! | Machico、コーラス：トロピカる部 | 「Viva! Spark!トロピカル〜ジュ！プリキュア with トロピカる部」                                           | テレビアニメ『トロピカル〜ジュ！プリキュア』オープニングテーマ                               |
| 8月11日  | Viva! Spark!トロピカル〜ジュ!プリキュア with トロピカる部/なかよしのうた/あこがれ Go My Way!! | ローラ（日高里菜） | 「なかよしのうた」                                                                                       | テレビアニメ『トロピカル〜ジュ！プリキュア』挿入歌                                           |
| 10月20日 | シャンティア〜しあわせのくに〜                                                                | キュアサマー（ファイルーズあい）、キュアコーラル（花守ゆみり）、キュアパパイア（石川由依）、キュアフラミンゴ（瀬戸麻沙美）、キュアラメール（日高里菜） | 「シャンティア〜しあわせのくに〜」                                                                       | 劇場アニメ『映画 トロピカル〜ジュ!プリキュア 雪のプリンセスと奇跡の指輪!』挿入歌             |
| 10月20日 | シャンティア〜しあわせのくに〜                                                                | キュアサマー（ファイルーズあい）、キュアコーラル（花守ゆみり）、キュアパパイア（石川由依）、キュアフラミンゴ（瀬戸麻沙美）、キュアラメール（日高里菜）、キュアブロッサム（水樹奈々）、キュアマリン（水沢史絵）、キュアサンシャイン（桑島法子）、キュアムーンライト（久川綾） | 「シャンティア〜しあわせのくに〜」（エンディング主題歌Ver.）                                             | 劇場アニメ『映画 トロピカル〜ジュ!プリキュア 雪のプリンセスと奇跡の指輪!』エンディングテーマ |
| 12月1日  | THE IDOLM@STER STARLIT SEASON 01                                                              | 奥空心白（田中あいみ）、亜夜（日高里菜） | 「EVER RISING」                                                                                          | ゲーム『アイドルマスター スターリットシーズン』関連曲                                        |
| 2022年   |                                                                                               | | |                                                                                              |
| 1月19日  | THE IDOLM@STER STARLIT SEASON 02                                                              | DIAMANT | 「1st Call」                                                                                             | ゲーム『アイドルマスター スターリットシーズン』関連曲                                        |
| 2月2日   | トロピカル〜ジュ！プリキュア ボーカルベスト                                                   | ローラ（日高里菜）、夏海まなつ（ファイルーズあい）、涼村さんご（花守ゆみり）、一之瀬みのり（石川由依）、滝沢あすか（瀬戸麻沙美） | なかよしのうた〜いっしょにうたおう♪だいすきなともだち〜                                                  | テレビアニメ『トロピカル〜ジュ!プリキュア』挿入歌                                            |
| 3月2日   | THE IDOLM@STER STARLIT SEASON 03                                                              | 星井美希（長谷川明子）、萩原雪歩（浅倉杏美）、高槻やよい（仁後真耶子）、双海亜美 / 真美（下田麻美）、城ヶ崎美嘉（佳村はるか）、諸星きらり（松嵜麗）、伊吹翼（Machico）、桜守歌織（香里有佐）、小宮果穂（河野ひより）、田中摩美々（菅沼千紗）、奧空心白（田中あいみ）、亜夜（日高里菜）                                                                                                   | 「全力★ドリーミングガールズ」                                                                            | ゲーム『アイドルマスター スターリットシーズン』関連曲                                        |
| 4月13日  | THE IDOLM@STER STARLIT SEASON 04                                                              | 星井美希（長谷川明子）、四条貴音（原由実）、我那覇響（沼倉愛美）、DIAMANT | 「オーバーマスター（M@STER VERSION）」                                                                   | ゲーム『アイドルマスター スターリットシーズン』関連曲                                        |
| 4月13日  | THE IDOLM@STER STARLIT SEASON 04                                                              | Project LUMINOUS、DIAMANT | 「GR＠TITUDE」                                                                                           | ゲーム『アイドルマスター スターリットシーズン』関連曲                                        |
| 4月13日  | THE IDOLM@STER STARLIT SEASON 04                                                              | DIAMANT | 「GR＠TITUDE」                                                                                           | ゲーム『アイドルマスター スターリットシーズン』関連曲                                        |
| 4月13日  | THE IDOLM@STER STARLIT SEASON 04                                                              | 765PRO ALLSTARS、奥空心白（田中あいみ）、亜夜（日高里菜） | 「なんどでも笑おう」                                                                                     | ゲーム『アイドルマスター スターリットシーズン』関連曲                                        |
| 9月28日  | プリンセスコネクト！Re:Dive PRICONNE CHARACTER SONG 29                                        | キョウカ（小倉唯）、ミソギ（諸星すみれ）、ミミ（日高里菜） | 「わくわくSUMMER TIME！」                                                                                | ゲーム『プリンセスコネクト！Re:Dive』挿入歌                                                  |
| 9月28日  | プリンセスコネクト！Re:Dive PRICONNE CHARACTER SONG 29                                        | ミミ（日高里菜） | 「わくわくSUMMER TIME！」                                                                                | ゲーム『プリンセスコネクト！Re:Dive』関連曲                                                  |
| 9月30日  | 恋しちゃった！                                                                                | クリティクリスタ | 「恋しちゃった！」                                                                                       | ゲーム『SHOW BY ROCK!! Fes A Live』関連曲                                                    |
| 2023年   |                                                                                               | | |                                                                                              |
| 1月25日  | トモちゃんは女の子！Blu-ray&DVD第1巻完全生産限定版特典CD                                      | 相沢智（高橋李依）、群堂みすず（日高里菜）、キャロル・オールストン（天城サリー） | 「yurukuru＊love」                                                                                       | テレビアニメ『トモちゃんは女の子!』エンディングテーマ                                        |
| 2月22日  | トモちゃんは女の子！Blu-ray&DVD第2巻完全生産限定版特典CD                                      | 群堂みすず（日高里菜） | 「Night flow」                                                                                           | テレビアニメ『トモちゃんは女の子!』関連曲                                                    |
| 5月24日  | トモちゃんは女の子！Blu-ray&DVD第5巻完全生産限定版特典CD                                      | 群堂みすず（日高里菜）、田辺達巳（松岡禎丞） | 「CITY POPSの空回り」                                                                                    | テレビアニメ『トモちゃんは女の子!』関連曲                                                    |
| 7月15日  | オ・ヒ・メ・サ・マ！                                                                          | 六科なじむ（日高里菜） & Neko Hacker | 「オ・ヒ・メ・サ・マ！」                                                                                 | Webアニメ『幼女社長R』エンディングテーマ                                                     |
| 7月26日  | ポールプリンセス!! -Solo Pole Song Album-                                                     | 紫藤サナ（日高里菜） | 「Avaricious Heroine」                                                                                   | Webアニメ『ポールプリンセス!!』挿入歌                                                        |
| 7月      | ワンダー・ファニー・ハーモニー                                                                | サクラコ（加隈亜衣）、ヒナタ（日高里菜）、マリー（小澤亜李）、ウイ（後藤沙緒里）、シミコ（富田美憂）、ヒフミ（本渡楓）、アズサ（種田梨沙）、ハナコ（豊田萌絵）、コハル（赤尾ひかる）、ミカ（東山奈央）、ツルギ（小林ゆう）、イチカ（鷲見友美ジェナ） | 「ワンダー・ファニー・ハーモニー」                                                                       | Webアニメ『ブルーアーカイブ 2.5周年記念ショートアニメーション』主題歌                        |
| 2024年   |                                                                                               | | |                                                                                              |
| 1月17日  | 好きがレベチ                                                                                  | エレノーラ・ヒルローズ（日高里菜）、ユミエラ･ドルクネス（ファイルーズあい） | 「好きがレベチ」                                                                                         | テレビアニメ『悪役令嬢レベル99 〜私は裏ボスですが魔王ではありません〜』エンディングテーマ    |
| 3月27日  | 劇場版 ポールプリンセス!! -Complete Album-                                                    | 御子白ユカリ（南條愛乃）、紫藤サナ（日高里菜） | 「Just the two of us」                                                                                   | 劇場アニメ『劇場版 ポールプリンセス!!』挿入歌                                                |
| 3月27日  | 劇場版 ポールプリンセス!! -Complete Album-                                                    | 星北ヒナノ（土屋李央）、西条リリア（鈴木杏奈）、東坂ミオ（小倉唯）、南曜スバル（日向未南）、御子白ユカリ（南條愛乃）、紫藤サナ（日高里菜）、蒼唯ノア（早見沙織） | 「Starlight challenge -allstar ver.-」                                                                   | 劇場アニメ『劇場版 ポールプリンセス!!』エンディングテーマ                                    |

### その他参加楽曲
| 発売日         | 商品名                             | 歌                     | 楽曲                   | 備考                                                                    |
| -------------- | ---------------------------------- | ---------------------- | ---------------------- | ----------------------------------------------------------------------- |
| 2009年10月21日 | THE WORKS 5.0 〜志倉千代丸楽曲集〜 | 日高里菜               | 「遥かなる時空の旅人」 | ゲーム『アイテムゲッター 〜僕らの科学と魔法の関係〜』オープニングテーマ |
| 2012年3月28日  | BAKUMAN OST 2                      | ヒャダイン + 日高里菜  | 「ラッコ11号の歌」     | テレビアニメ『バクマン。』挿入歌                                        |
| 2022年4月27日  | KAGUYA ULTRA BEST                  | 告RADIO Loves 日高里菜 | 「ありがとう。」       | ラジオ『告RADIO』関連曲                                                 |

## ライブ・イベント

### 合同ライブ
| 出演日              | タイトル                                                           | 会場                                   |
| ------------------- | ------------------------------------------------------------------ | -------------------------------------- |
| 2017年12月9日       | ガールフレンド（仮） 5th ANNIVERSARY LIVE 〜SEIO Christmas Party〜 | ニューピア竹芝ノースタワー（東京都）   |
| 2018年3月3日 - 4日  | シンフォギアライブ2018                                             | 武蔵野の森総合スポーツプラザ（東京都） |
| 2021年9月25日       | トロピカル〜ジュ!プリキュアLIVE2021 Viva!トロピカSUMMER!LIVE       | パシフィコ横浜国立大ホール（神奈川県） |
| 2022年2月19日、20日 | トロピカル〜ジュ！プリキュア感謝祭                                 | J:COMホール八王子（東京都）            |
| 2023年4月2日        | ポールプリンセス!! Special Event〜Wish Upon a Polestar〜           | 豊洲PIT（東京都）                      |
| 2024年1月20日       | 全プリキュア 20th Anniversary LIVE!                                | 横浜アリーナ（神奈川県）               |

### その他ライブ
| 出演日       | タイトル                         | 会場                                   | 備考             |
| ------------ | -------------------------------- | -------------------------------------- | ---------------- |
| 2015年7月5日 | 小倉唯 1st LIVE「HAPPY JAM」     | パシフィコ横浜国立大ホール（神奈川県） | カワウソくんの声 |
| 2021年7月4日 | 小倉唯 LIVE 2021「#Re♥LOVEcall」 | パシフィコ横浜国立大ホール（神奈川県） | Special Guest    |

## 書籍
- キラりな!
- Chu→Boh学園